# Jinmu
L'emperador Jinmu. 神武天皇 Jinmu Tennō, també conegut com a Kamuyamato Iwarebiko; nom donat: Wakamikenu no Mikoto o Sano no Mikoto, va ser el fundador mític del Japó i és el primer emperador nomenat en les llistes tradicionals d'emperadors. Nascut segons la llegenda registrada al Kojiki, en el primer dia del primer mes, del 660 aC, i mort en l'onzè dia del tercer mes del 585 aC (les dues dates segons el calendari japonès tradicional lunisolar). La casa imperial del Japó va basar tradicionalment la seva demanda al tron en la seva descendència de Jimmu.
Jimmu és el nom pòstum d'aquesta figura mítica. De fet, sent xinès en forma i budista en la implicació, ha d'haver estat concebut segles després del curs de la vida que se li atribueix, com a part de la compilació de llegendes sobre els orígens de la dinastia de Yamato coneguda com el Kojiki. Jimmu significa literalment força divina.
Segons la creença del xintoisme, Jimmu és descendent directe de la deessa del sol, Amaterasu. Amaterasu tenia un fill anomenat Ame no Oshihomimi no Mikoto i a través d'ell un net va nomenar Ninigi-no-Mikoto. Amaterasu va enviar al seu net a les illes japoneses on es va casar amb la princesa Konohana-Sakuya. Entre els seus tres fills hi havia Hikohohodemi no Mikoto, també anomenat Yamasachi-hiko, que va casar-se amb la princesa Toyotama, filla de Owatatsumi, el déu japonès del mar i germà d'Amaterasu. Tenien un sol fill anomenat Hikonagisa Takeugaya Fukiaezu no Mikoto. Els seus pares el van abandonar al néixer i va ser criat per la princesa Tamayori, la germana més jove de la seva mare. Posteriorment es van casar i van tenir un total de quatre fills. L'últim d'ells es va convertir en l'emperador Jimmu.
El dia de l'Any Nou al calendari lunisolar japonès va ser celebrat tradicionalment com el dia del regnat de l'emperador Jimmu. El 1872, el govern de Meiji va proclamar l'onze de febrer de 660 aC al calendari gregorià el dia de la fundació del Japó. Aquesta data mítica va ser commemorada el dia de la festa Kigensetsu ("dia") de 1872 a 1948, i va ser recuperat el 1966 com el dia de la festa nacional Kenkoku Kinen no hi("dia nacional de la fundació").
Els relats mítics de la migració de Jimmu en el Kojiki i el Nihonshoki ens diuen que els germans de Jimmu van néixer a Takachiho, la part meridional de Kyushu (al que és ara Miyazaki), i van decidir traslladar-se cap a l'est, ja que van trobar la seva localització inadequada per regnar sobre tot el país. Un germà gran de Jinmu, Itsuse no Mikoto, va conduir originalment la migració, i es van desplaçar cap a l'est a través del mar interior de Seto amb l'ajuda del cacic local Netsuhiko. Mentre assolien Naniwa (Osaka), van trobar un altre cacic local, Nagasunehiko (lit. l'home de les cames llargues"), i Itsuse va morir en la batalla que va seguir. Jimmu es va adonar que els havien derrotat perquè van lluitar cap a l'est contra el sol, de manera que ell va decidir entrar per la banda de l'est de la península de Kii i lluitar cap a l'oest. Van arribar a Kumano, i amb la direcció d'un ocell de tres potes, Yatagarasu, es van traslladar a Yamato. Allà van lluitar novament contra Nagasunehiko i van tornar a vèncer. A Yamato, Nigihayahi no Mikoto, que també diu ser un descendent dels déus de Takamagahara, va ser protegit per Nagasunehiko. No obstant això, quan Nigihayahi va trobar Jimmu, en va acceptar la legitimitat i Jimmu va ascendir al tron.